# أدولف فاغنر (سياسي)
أدولف فاغنر (بالألمانية: Adolf Wagner) هو ضابط وسياسي ألماني، ولد في 1 أكتوبر 1890 في Algrange ‏ في فرنسا، وتوفي في 12 أبريل 1944 في باد رايشنهال في ألمانيا بسبب أمراض دماغية وعائية. نشط حزبياً في الحزب النازي. وقد انتخب وزير الداخلية في بافاريا ‏ (10 مارس 1933 – 21 أبريل 1942) وانتخب عضو مجلس النواب الألماني من ألمانيا النازية.